# 봉가지
봉가지(奉哥池)는 인천광역시 강화군 하점면 부근리에 있는, 하음 봉씨의 시조인 우가 태어났다는 전설을 지니고 있는 연못이다. 1986년 4월 1일 강화군의 향토유적 제25호로 지정되었다.

## 개요
하음 봉씨의 시조인 우가 태어났다는 전설을 지니고 있는 연못이다. 고려 예종 2년(1107) 봉천산 밑에 사는 한 노파가 연못가로 물을 길러 갔을 때 홀연히 하늘에 구름이 가득 끼고 우레같은 이상한 소리가 나더니 연못에 석함이 떠올라 이를 건져내 열어보니 옥동자가 들어 있었다 한다. 이를 기이하게 여겨 왕에게 바치자 왕은 궁중에서 양육하고 봉우라는 이름을 지어 주었다 한다.
봉우는 성장하여 인종 때 과거에 급제하여 위위소랑, 정당문학, 좌복야로 공을 세워 하음 백에 봉해져 이때부터 그 후손들이 이곳에 살며 본관을 하음으로 하여 봉씨 세계를 잇게 되었다는 것이다. 현재 봉가지는 약 33m2 정도의 연못이 시멘트로 보수되어 있어 옛 모습을 찾아보기 어려우며 이 연못가에 후손들이 세운 유적비가 있다. 이 연못은 흙으로 약 1m 정도의 뚝을 쌓고 시멘트로 곽을 짜 놓았으며 수면으로부터의 높이는 약 65cm이다.